# Glen Campbell
Glen Travis Campbell (Billstown, Arkansas; 22 de abril de 1936-Nashville, Tennessee; 8 de agosto de 2017) fue un guitarrista, cantante, compositor, presentador de televisión y actor estadounidense. Fue conocido por una serie de hits en los años 1960 y 1970. Interpretó el tema de la película True Grit que llevó el mismo nombre, la que le mereció un Óscar a John Wayne; el tema también fue nominado al premio de la Academia. Su éxito, By the Time I Get to Phoenix (Cuando llegue a Phoenix), lo colocaría dentro de los clásicos de la música pop estadounidense. Fue ganador de los premios Grammy en varias ocasiones, siendo el único en haber ganado dicho premio en dos categorías distintas (country y pop) de manera simultánea. Fue inducido al Salón de la Fama de la Música Country en 2005.

## Biografía

### Inicios, músico de sesión y The Beach Boys
Glen nació en el seno de una familia extremadamente humilde, originaria de la pequeña comunidad de Billstown, su padre era agricultor, fue el séptimo hijo de un total de doce. Bajo la influencia de su tío comenzó a tocar la guitarra, de manera lírica, es decir sin tener conocimiento de la lectura de música. Campbell es zurdo de nacimiento, pero toca como diestro. Al cumplir los dieciocho años de edad viajó hacia el sur formando parte de "The Western Wranglers". En 1958 emigró a Los Ángeles para convertirse en músico de sesión, formando parte del selecto grupo conocido como The Wrecking Crew (La tripulación demoledora), conformada básicamente por el propio Glen, Hal Blaine, Carol Kaye, juntos formaron la elite de músicos profesionales de sesión quienes contribuyeron de manera definitiva en muchas canciones, que se volvieron éxitos durante la época del Rock and Roll. También definieron -al ser descubiertos por Phil Spector- los inicios del "Muro de Sonido" a principios de los años '60.
Fue muy solicitado como tal por distintos artistas de principios de los '60, colaborando con: Nat King Cole, Bobby Darin, Ricky Nelson, Nancy Sinatra, Merle Haggard, Ronnie Dove, Phil Spector, The Monkees, Elvis Presley, Frank Sinatra, Dean Martin, The Association, Jan and Dean y The Mamas & The Papas.
Campbell le ofreció su amistad a Elvis Presley cuando lo ayudó en la grabación de la banda sonora para la película "Viva Las Vegas" en 1964. Más tarde diría: "Elvis y yo venimos del mismo sitio -piscadores de algodón y miramos hacia el norte como una mula del sur".
En mayo de 1961, dejó a The Champs quienes tuvieron un número uno en 1958 con "Tequila" y fue contratado por Crest Records, una subsidiaria de American Music. Su primer lanzamiento en solitario, "Turn Around, Look at Me" tuvo un éxito moderado, llegando al número 62 en Billboard Hot 100 en 1961. Formó parte de Gee Cees formado con miembros de los Champs, presentándose en "Crossbow in Van Nuys. The Gee Cees, lanzarían un sencillo en Crest, la instrumental "Buzz Saw" que no entró a las listas.
Fue también miembro de hecho y derecho de los Beach Boys, al cubrir la ausencia -por enfermedad- de Brian Wilson en la gira de 1964 a 1965, e incluso participó en la grabación de su disco Pet Sounds.
Otras interpretaciones clásicas se dieron al intervenir en la grabación de la ya legendaria canción de Frank Sinatra "Strangers in the Night" (Extraños en la noche), en donde ejecutó magistralmente las partituras de guitarra. Otro tema musical en el cual participó fue la canción "You've Lost That Lovin' Feelin'" (Has perdido ese sentimiento) original de The Righteous Brothers, y en la ya clásica canción "I'm a Believer" (Soy un creyente) de The Monkees.

### Segunda mitad de los años 1960
Actuando como artista solitario, tuvo un éxito regional moderado "Turn Around, Look at Me", "To Late to Worry", "Too Blue to Cry" y "Kentucky Means Paradise" (grabados con un grupo de corte Country, llamado The River Boys), fueron levemente populares solo entre la audiencia Country.
En 1962 Campbell firmó con la Capitol Records, lanzó dos álbumes instrumentales y algunos álbumes vocales durante sus primeros cinco años dentro de la compañía. Sin embargo, a pesar de lanzar los sencillos escritos por Brian Wilson (Guess I'm Dumb) en 1960 y de Buffy Sainte-Marie (Universal Soldier) el mismo año, Glen no estaba consiguiendo mayor éxito como intérprete solista. Se rumoraba que Capitol ya consideraba el despedirlo del sello en 1966, año en que hizo equipo con el productor Al DeLory y juntos colaboraron en el tema influidos por la corriente de Bob Dylan "Gentle On My Mind" escrito por John Hartford.
El prematuro éxito de "Gentle on my Mind" probó que Campbell estaba listo para enfilarse hacia el éxito. La canción fue seguida por el tema que sería su mayor éxito "By The Time I Get To Phoenix" en 1967, "I Wanna Live" y "Wichita Lineman" en 1968. "Wichita Lineman" fue seleccionada como una de las grandes canciones del siglo XX por la Revista Mojo en 1997 y por la Revista Blender en 2001.
Glen ganaría dos premios Grammy por "Gentle On My Mind" y por "By The Time I Get To Phoenix", de manera simultánea.
Los mayores éxitos en 1968-1969 fueron canciones evocativas de la autoría de Jimmy Webb, la gran mayoría. El álbum pleno de los temas de Webb "Reunion: The Songs of Jimmy Webb" lanzado en 1974 es visto como uno de los trabajos más finos de Campbell aunque en si el disco no generó éxito alguno.
En 1969, Campbell apareció junto a John Wayne en la película Valor de Ley, en la que cantaba la canción "True Grit" (de Elmer Bernstein y Don Black), nominada al Globo de Oro y al Oscar de ese año.

### 1970 Los buenos tiempos
Al retiro del aire del programa televisivo "The Smothers Brothers Comedy Hour" Glen conduciría uno propio que reemplazaría la primero, The Glen Campbell Goodtime Hour, que se transmitiría desde enero de 1969 hasta junio de 1972. Al crecer su popularidad, en 1970 fue publicada una biografía llamada The Glen Campbell Story obra de Freda Kramer.
Sobre la base de sus relaciones artísticas derivadas de su trabajo como músico de sesión consiguió convocar a una pleyade de estrellas a su programa para fungir como invitados, algunos fueron: Eric Clapton y Cream, David Gates y Bread, The Monkees, Neil Diamond, Linda Ronstadt, Johnny Cash, Merle Haggard, Willie Nelson, Waylon Jennings, Roger Miller, también lanzó a los cantantes Anne Murray, Mel Tillis y Johnny Reed, quienes formaban parte de los artistas regulares de su programa "Goodtime Hour"
A principios de los años 1970 Campbell lanzó una gran número de sencillos y apareció en los filmes "True Grit" con John Wayne y Kim Darby, y en "Norwood" con Kim Darby y Joe Namath. El tema "True Grit" fue nominada a un premio a la Academia, y Glen la interpretaría en la emisión de los premios Oscar, ese mismo año.
En 1971 Campbell traslado su programa hacia Muny en Forest Park, San Luis Misuri (el más grande y antiguo escenario exterior)
Después de la cancelación de sus programa en 1972, Glen aun pudo verse regularmente en televisión. Coprotagonizó el telefilm, "Strange Homecoming" con Robert Culp y el emergente ídolo juvenil Leif Garret. Condujo una infinidad de programas especiales como "Down Home, Down Under" con Olivia Newton-John. Participó en el "American Music Award" de 1976-1978 y encabezó el especial "Glen Campbell: Back To Basics" con las estrellas Seals and Crofts y Brenda Lee. Fue invitado a muchos programas televisivos y de variedad como "Donny & Marie"(Osmond), "The Tonight Show with Johnny Carson", "Cher", "The Redd Foxx Comedy Hour", "Merv Griffin", "The Midnight Special" con "Wolfman Jack", "DINAH!","Eveninng at Pops con Arthur Fiedler" y "The Mike Douglas Show". De 1982-1983 condujo un programa de media hora retransmitido por la cadena NBC.

### Finales de los años 1970 y principios de los años 1980
A mediados de los años 1970 cosechó más éxitos con "Rhinestone Cowboy", "Southern Lights" y "Sunflower"-Los dos primeros serían éxitos número uno de acuerdo con las listas de Billboard. "Rhinestone Cowboy" fue el sencillo más vendido, siendo un número uno de las listas estadounidenses inicialmente con más de dos millones de copias vendidas en pocos meses. Campbell había escuchado el tema en la versión del cantautor Larry Weiss durante una gira por Australia, quedando interesado en grabarla. Fue incluida en la película "Tiburón" parodiada como la canción "Mr Jaws", alcanzando el Top 10 en 1975. La canción sigue siendo usada en películas y programas televisivos, incluyendo "Esposas desesperadas" (2006).
Algunos de los filmes que la han incluido, son Daddy Day Care y High School High, fue la inspiración del filme "Rhinestone" estelarizado por Sylvester Stallone y Dolly Parton.
Campbell la lanzó en versión tecno-pop en 2002 al lado de los artista británicos Rikki & Daz y logró colocarse en las 10 grandes del Reino Unido, además de tener una versión Dance y un video musical.
"Southern Nights"(Noches Sureñas) de Allen Toussaint, su otro éxito rock-country también fue generado al lado de Jimmy Webb quien atrajo la atención de Glen y Jerry Reed quien ejecutó las notas introductorias de la canción, fue el número musical más reproducido en las sinfonolas en 1977, fue número 1 en Billboard en ese año y otro tema de ese álbum Sunflower, compuesto por Neil Diamond fue top 40 y primer lugar en las listas adulto contemporáneo.

### Detrás de la música
Después de su éxito número uno en las listas de popularidad la carrera de Campbell se enfrió. Pronto dejaría Capitol Records en 1981 después de una disputa con el sello por la canción "Highwayman" escrita por Jimmy Webb que la empresa disquera se rehusó a lanzarla como sencillo.
Campbell hizo un cameo en la película de Clint Eastwood llamada Any Wich Way You Can, para el cual también grabó el tema principal.
Aunque no volvería a alcanzar ni siquiera el lugar 40 de las listas de popularidad después de 1978, Glen continuaría en las listas del género Country durante los años 1980 con canciones como: "Faithless Love", "A Lady Like You", "Still Within The Sound Of My Voice" y "The Hand That Rocks The Cradle"(a dueto con Steve Wariner)
Cuando Campbell comenzó a tener problemas en alcanzar las listas de popularidad y comenzó a abusar de las drogas, fue frecuentemente involucrado sentimentalmente con la cantante Tanya Tucker. Sin embargo para 1989 abandonó las drogas y repuntó en las listas de popularidad de música Country con canciones como "She's Gone , Gone, Gone" y "Jesus and me".
Hacia los años noventa, sus sesiones de grabación se hicieron esporádicas pero fructíferas, ya que los temas grabados invariablemente se colocaron dentro de las listas de popularidad. En 1994 se publicó su autobiografía denominada "Rhinestone Cowboy".
En 1999 Campbell fue presentado en la emisión del canal VH-1's "Detrás de la música" una emisión A&E Network de formato biográfico, y en cierto número de programas de música Country, ha sido considerado, en la vigésimo nona posición, como uno de los 40 hombres grandes de este género en 2003.
También se le ha acreditado como el primero en otorgarle un gran golpe de suerte a Alan Jackson. Campbell conoció a la esposa de este en el aeropuerto de Atlanta (ella es sobrecargo de un avión de la compañía Delta Air Lines), y le dio una tarjeta de su negocio de publicidad musical. Jackson trabajó con Glen desde principios de los años 1990 y muchos de sus temas musicales han sido publicados por la compañía de Glen: Seven Sons Music. También ha sido fuente de inspiración para Keith Urban quien lo refiere como la influencia más fuerte en su carrera de cantante.
Aunque por más de una década Campbell profesó, y promovió la sobriedad entre sus fanes en su autobiografía, en noviembre de 2003 fue arrestado por conducir ebrio, formulándosele diversos cargos, algunos de los cuales fueron retirados después. Fue sentenciado a diez días en la cárcel y a brindar servicio comunitario debido al alto nivel de intoxicación que presentaba.
En 2005 fue inducido al "Salón de la fama de la música Country", algunos de sus trabajos más recordados en la actualidad son los covers que hizo recientemente, entre los cuales se encuentra la canción "Good Riddance (Time Of Your Life)" del grupo estadounidense de rock punk, Green Day.

## Muerte, legado y tributos
En junio de 2011, Campbell anunció que le habían diagnosticado la enfermedad de Alzheimer seis meses antes. Murió en Nashville, Tennessee el 8 de agosto de 2017 a la edad de 81 años y fue sepultado en the Campbell family cemetery en Billstown, Arkansas.

## Discografía

### Álbumes
- Big Bluegrass Special 1962
- Swingin' 12 String Guitar 1963
- Too Late to Worry, Too Blue To Cry 1963
- The Astounding 12-String Guitar 1964
- The Big Bad Rock Guitar of Glen Campbell 1964
- Mr. 12 String Guitar 1966
- Burning Bridges (Glen Campbell álbum) 1967
- Gentle on My Mind 1967
- A New Place in the Sun 1968
- By the Time I Get to Phoenix 1968
- Country Soul 1968
- Hey Little One 1968
- Wichita Lineman 1968
- Country Music Star No. 1 1969
- Galveston 1969
- Glen Campbell: Live 1969
- True Grit 1969
- Where's the Playground Susie 1969
- Norwood 1970
- Oh Happy Day 1970
- The Glen Campbell Goodtime Album 1970
- Try a Little Kindness 1970
- Christmas with Glen Campbell 1971
- Satisfied Mind 1971
- The Last Time I Saw Her 1971
- Glen Travis Campbell 1972
- Glen Campbell 1973
- I Knew Jesus (Before He Was a Star) 1973
- I Remember Hank Williams 1973
- Houston (I'm Comin' to See You) 1974
- Reunion: The Songs Of Jimmy Webb 1974
- Arkansas 1975
- I'll Paint You a Song 1975
- Live in Japan 1975
- Rhinestone Cowboy 1975
- Bloodline 1976
- Southern Nights 1977
- Basic 1978
- Live at the Royal Festival Hall 1978
- Highwayman 1979
- Something 'Bout You Baby I Like 1980
- It's the World Gone Crazy 1981
- Old Home Town 1983
- Letter to Home 1984
- It's Just a Matter of Time 1986
- Still Within the Sound of My Voice 1988
- Country Boy 1988
- I Guess I Just Missed You 1988
- Light Years 1988
- No More Night 1988
- Unconditional Love 1988
- She's gone gone gone 1989
- Walkin' in the Sun 1990
- Limited Collector's Edition 1990
- Merry Christmas 1991
- Show Me Your Way 1991
- Favorite Hymns 1992
- Rock-A-Doodle Soundtrack 1992
- Christmas with Glen Campbell 1992
- The World of Glen Campbell/ Live 1992
- Wings of Victory 1992
- Live in London 1993
- Somebody Like That 1993
- The Boy in Me 1994
- Glen Campbell 1994
- That Christmas Feeling 1997
- The Glen Campbell Collection 1997
- Branson City Limits 1998
- Home for the Holidays 1998
- In Concert 1999
- A Glen Campbell Christmas 1999
- Glen Campbell in Concert (sioux Fall - South Dakota)2001
- That Christmas Feeling 2003
- Sings For The King 2018

## Premios y distinciones
Premios Óscar
| Año  | Categoría              | Película                  | Resultado |
| ---- | ---------------------- | ------------------------- | --------- |
| 2015 | Mejor canción original | Glen Campbell: I'll Be Me | Nominado  |